# Nita Raya
Raïssa Beloff dite Nita Raya, née le 15 octobre 1915 à Kichinev en Bessarabie dans l'Empire russe (aujourd'hui Chișinău en Moldavie) et morte le 25 mars 2015 à la maison de retraite Ti Langastel de Trégastel (Côtes-d'Armor,) est une danseuse, chanteuse, meneuse de revue (Folies-Bergère) et actrice française d'origine juive roumaine.
Elle fut la compagne de Maurice Chevalier pendant une dizaine d'années (1935-1945). Le couple fut hébergé par Desha Delteil pendant la Seconde Guerre mondiale.

## Filmographie
- 1934 : Le Père Lampion de Christian-Jaque : Ginette
- 1934 : L'École des contribuables de René Guissart
- 1935 : La Sonnette d'alarme  de Christian-Jaque : Loulou
- 1935 : Lucrèce Borgia de Abel Gance
- 1935 : Et moi, j'te dis qu'elle t'a fait de l'œil de Jack Forrester
- 1935 : Sous la griffe de Christian-Jaque : Gaby
- 1935 : Le Roi des gangsters de Maurice Gleize
- 1936 : Au son des guitares  de Pierre-Jean Ducis (avec Tino Rossi)
- 1936 : Sacré Léonce  de Christian-Jaque : Élise
- 1936 : Œil de lynx, détective de Pierre-Jean Ducis
- 1937 : Les Rois du sport de Pierre Colombier : Lili
- 1937 : Ignace de Pierre Colombier : Loulette, vedette de music-hall
- 1939 : Entente cordiale  de Marcel L'Herbier : une actrice de music-hall
- 1940 : Bécassine  de Pierre Caron : Arlette
- 1954 : La rafle est pour ce soir de Maurice Dekobra : Anaïs